# Луций Веллей Патеркул
Луций Веллей Патеркул (лат. Lucius Velleius Paterculus) — римский политический деятель второй половины I века.
Луций, вероятно, был младшим братом консула-суффекта 60 года Гая Веллея Патеркула и сыном или внуком историка Веллея Патеркула. С июля по август 61 года он занимал должность консула-суффекта вместе с Гнеем Педанием Фуском Салинатором.